# Effetto paradosso
In medicina con effetto paradosso si intende la produzione, da parte di un principio attivo, di effetti indesiderati e opposti rispetto a quelli previsti, o anche diversi rispetto a quelli ottenuti alla prima assunzione del principio.

## Benzodiazepine
Le benzodiazepine possono produrre una stimolazione paradossa, con maggior frequenza in soggetti ansiosi, anziani e bambini. I sintomi possono includere eccitamento, ansia, irritabilità e comportamenti violenti.

## Tossicologia
Un caso è quello della cocaina, che se all'inizio può provocare euforia e socievolezza, nel lungo periodo può causare depressione, paranoia e altri malesseri.